# Хосе Їгерас
Хосе Їгерас (ісп. José Higueras; нар. 1 березня 1953) — колишній іспанський тенісист.
Найвищу одиночну позицію світового рейтингу — 6 місце досяг 13 червня 1983 року.
Здобув 16 одиночних та 3 парні титули.
Найвищим досягненням на турнірах Великого шолома були півфінали в одиночному розряді.
Завершив кар'єру 1986 року.

## Фінали за кар'єру

### Одиночний розряд (16–12)
| Результат | Ранг | Дата | Турнір                       | Покриття | Суперник             | Рахунок                 |
| --------- | ---- | ---- | ---------------------------- | -------- | -------------------- | ----------------------- |
| Поразка   | 1.   | 1975 | Swedish Open, Швеція         | Ґрунт    | Мануель Орантес      | 0–6, 3–6                |
| Поразка   | 2.   | 1976 | Сан-Паулу, Бразилія          | Килим    | Гільєрмо Вілас       | 3–6, 0–6                |
| Перемога  | 1.   | 1976 | Сантьяго, Чилі               | Ґрунт    | Карлус Кірмайр       | 5–7, 6–4, 6–4           |
| Перемога  | 2.   | 1977 | Мурсія, Іспанія              | Ґрунт    | Бастер Моттрам       | 6–4, 6–0, 6–3           |
| Поразка   | 3.   | 1977 | Богота, Колумбія             | Ґрунт    | Гільєрмо Вілас       | 1–6, 2–6, 3–6           |
| Перемога  | 3.   | 1978 | Каїр, Єгипет                 | Ґрунт    | Челль Юганссон       | 4–6, 6–4, 6–4           |
| Перемога  | 4.   | 1978 | Ніцца, Франція               | Ґрунт    | Яннік Ноа            | 6–3, 6–4, 6–4           |
| Поразка   | 4.   | 1978 | Індіанаполіс, США            | Ґрунт    | Джиммі Коннорс       | 0–6, 3–6                |
| Перемога  | 5.   | 1978 | Борнмут, Англія              | Ґрунт    | Паоло Бертолуччі     | 6–2, 6–1, 6–3           |
| Перемога  | 6.   | 1978 | Мадрид, Іспанія              | Ґрунт    | Томаш Шмід           | 6–7, 6–3, 6–3, 6–4      |
| Перемога  | 7.   | 1979 | Х'юстон, США                 | Ґрунт    | Джін Меєр            | 6–3, 2–6, 7–6           |
| Перемога  | 8.   | 1979 | Гамбург, Німеччина           | Ґрунт    | Гаролд Соломон       | 3–6, 6–1, 6–4, 6–1      |
| Поразка   | 5.   | 1979 | Норт-Конвей, США             | Ґрунт    | Гаролд Соломон       | 7–5, 4–6, 6–7           |
| Перемога  | 9.   | 1979 | Бостон, США                  | Ґрунт    | Ганс Гільдемайстер   | 6–3, 6–1                |
| Поразка   | 6.   | 1979 | Кіто, Еквадор                | Ґрунт    | Віктор Печчі         | 6–2, 4–6, 2–6           |
| Поразка   | 7.   | 1979 | Сантьяго, Чилі               | Ґрунт    | Ганс Гільдемайстер   | 5–7, 7–5, 4–6           |
| Поразка   | 8.   | 1981 | Вінья-дель-Мар, Чилі         | Ґрунт    | Віктор Печчі         | 4–6, 0–6                |
| Поразка   | 9.   | 1982 | Лінц, Австрія                | Ґрунт    | Андерс Яррід         | 4–6, 6–4, 4–6           |
| Перемога  | 10.  | 1982 | Гамбург, Німеччина           | Ґрунт    | Пітер Макнамара      | 6–4, 7–6, 6–7, 3–6, 7–6 |
| Поразка   | 10.  | 1982 | Норт-Конвей, США             | Ґрунт    | Іван Лендл           | 3–6, 2–6                |
| Перемога  | 11.  | 1982 | Індіанаполіс, США            | Ґрунт    | Джиммі Аріес         | 7–5, 5–7, 6–3           |
| Перемога  | 12.  | 1983 | Indian Wells Open, США       | Тверде   | Еліот Телчер         | 6–4, 6–2                |
| Перемога  | 13.  | 1983 | Борнмут, Англія              | Ґрунт    | Томаш Шмід           | 2–6, 7–6, 7–5           |
| Поразка   | 11.  | 1983 | Гамбург, Німеччина           | Ґрунт    | Яннік Ноа            | 6–3, 5–7, 2–6, 0–6      |
| Поразка   | 12.  | 1983 | Рим, Італія                  | Ґрунт    | Джиммі Аріес         | 2–6, 7–6, 1–6, 4–6      |
| Перемога  | 14.  | 1983 | Stuttgart Outdoor, Німеччина | Ґрунт    | Гайнц Ґюнтгардт      | 6–1, 6–1, 7–6           |
| Перемога  | 15.  | 1984 | Кіцбюель, Австрія            | Ґрунт    | Віктор Печчі         | 7–5, 3–6, 6–1           |
| Перемога  | 16.  | 1984 | Бордо, Франція               | Ґрунт    | Франческо Канчелотті | 7–5, 6–1                |

### Парний розряд (3–2)
| Результат | Ранг | Дата | Турнір                             | Покриття | Партнер         | Суперники                  | Рахунок            |
| --------- | ---- | ---- | ---------------------------------- | -------- | --------------- | -------------------------- | ------------------ |
| Перемога  | 1.   | 1974 | Гштад, Швейцарія                   | Ґрунт    | Мануель Орантес | Рой Емерсон Томас Кош      | 7–5, 0–6, 6–1, 9–8 |
| Поразка   | 1.   | 1975 | Роттердам WCT, Нідерланди          | Килим    | Балаж Тароці    | Боб Г'юїтт Фрю Макміллан   | 2–6, 2–6           |
| Перемога  | 2.   | 1977 | Гілверсум, Нідерланди              | Ґрунт    | Антоніо Муньйос | Жан-Луї Ейє Франсуа Жоффре | 6–1, 6–4, 2–6, 6–1 |
| Перемога  | 3.   | 1978 | Milan WCT, Італія                  | Килим    | Віктор Печчі    | Войцех Фібак Рауль Рамірес | 5–7, 7–6, 7–6      |
| Поразка   | 2.   | 1978 | Відкритий чемпіонат Франції, Париж | Ґрунт    | Мануель Орантес | Джін Меєр Генк Пфістер     | 3–6, 2–6, 2–6      |